# Sala de exposiciones Porta Miñá
La Sala de Exposiciones Porta Miñá es un museo ubicado en Lugo, Galicia, que alberga una muestra de restos arqueológicos de la época romana encontrados en la ciudad. La sala Porta Miñá está situada frente a la puerta de la Muralla de la que recibe su nombre. En ese lugar comenzaba el "decumanus maximus" de la ciudad, hasta donde llegaba la Vía XIX procedente de Bracara Augusta.

## Descripción
La sala acoge una exposición con restos de cuatro periodos del Lugo romano : la conquista, el esplendor, la fortificación y la decadencia.